# 小島秀公
小島 秀公（こじま ひできみ、1970年12月17日 - ）は、テレビ東京の社員。元アナウンサー。

## 来歴
新潟県新津市（現・新潟市秋葉区）出身。海城高等学校を経て早稲田大学政治経済学部卒業後、1994年にテレビ東京に入社。サッカー、競馬、ゴルフの実況中継や各種バラエティー番組など担当。
同局の『元祖!大食い王決定戦』では、司会である中村ゆうじと共に地方予選の実況を多く務める。2006年の冬の新人戦、福岡予選で正司優子のデビュー戦を初実況している。『A×A ダブルエー』では、「K」として名前は伏せていたが、新人アナウンサーである秋元玲奈、相内優香の目付け役を担当し、のちにフィギュアスケート関連でゲスト出演をたびたび登場するなど、番組と関係が深い。
2010年11月、後輩の滝井礼乃アナウンサーと再婚。
2021年4月にスポーツ局へ異動となった。

## 過去の担当番組
- 岡本綾子のNECスーパーゴルフ
- ゴルフスーパーバトル（土）11:00 - 11:30　テレビ東京系列
- TVチャンピオン
- シドニー（2000年）、ソルトレイクシティ（2002年）、トリノ（2006年）の冬季五輪の実況・リポーター
- ラグビーワールドカップ2003実況
- Rie Ism Golf
- 激走!GT（日）17:30 - 18:00
- MADE IN BS JAPAN - 火曜日レギュラー
- リバースエッジ 大川端探偵社 第7話（2014年5月31日、テレビ東京系列）リポーター 役
- 全仏オープンテニス中継 - MC（サブキャスター）  
  - 滝川クリステルを初めてメインキャスターに起用した2015年から2017年まで担当（自身の後任は増田和也）
- SUPER GT+ （リポーター） 2011年4月10日～2021年3月28日
- スポーツ中継全般（ゴルフ・テニス・サッカー・競馬・東京ドリフト in お台場など）
- ゴルフ宮里道場 - 門下生として週替わり出演（テロップでは「門下生3号」と表示）
- 各種バラエティー番組（ゴッドタン等、不定期、進行役など）
- 南アフリカの風（BSジャパン）-ナレーション
- 元祖!大食い王決定戦（実況）
- そろそろ にちようチャップリン （ナレーター）
- ひとりキャンプで食って寝る （ナレーター）